# The Quiett
Shin Dong Gab (hangeul: 신동갑; né le 29 janvier 1985), mieux connu par son nom de scène The Quiett (hangeul: 더콰이엇), est un rappeur et producteur sud-coréen. Il a cofondé le label indépendant de rap Soul Company en 2004 et le quitte en 2010. Il est actuellement signé sous le label hip-hop Illionaire Records, qu'il a cofondé avec le rappeur Dok2 en 2011,.

## Carrière

### 2004-2010: Soul Company et popularité dans le monde indépendant
En 2004, The Quiett cofonde le label indépendant de hip-hop sud-coréen et agence de talents Soul Company, aux côtés des rappeurs Kebee, Jerry. K et plusieurs autres artistes. Il sort son premier album Music l'année suivante. En 2006, il sort un album solo, Q Train, et une collaboration avec le rappeur Paloalto intitulée Supremacy. Son album sorti en 2010, The Real Me, a été sacré disque d'or en vendant 7 000 copies. Cela a permis à The Quiett de solidifier sa réputation de rappeur indépendant, le plus populaire de Corée.
The Quiett quitte Soul Company en 2010 pour fonder un nouveau label,.

### Depuis 2011: Illionaire Records etShow Me the Money
The Quiett et le rappeur Dok2 fondent Illionaire Records le 1er janvier 2011. Le rappeur Beenzino a rejoint le label plus tard cette même année.
The Quiett était présent lors de la troisième saison de l'émission télévisée de concours de rap Show Me the Money en 2014. Lui et Dok2 étaient les producteurs derrière le vainqueur, Bobby du groupe iKON. The Quiett et Dok2 sont revenus dans la cinquième saison de l'émission en tant que producteurs.

## Discographie

### Albums
| Titre                       | Informations sur l'album                                     |
| --------------------------- | ------------------------------------------------------------ |
| Music                       | Date de sortie: 28 juillet 2005 Label: 브라우니 엔터테인먼트 |
| Q Train                     | Date de sortie: 7 février 2006 Label: 브라우니 엔터테인먼트  |
| Supremacy (avec Paloalto)   | Date de sortie: 24 juillet 2006 Label: 브라우니 엔터테인먼트 |
| The Real Me                 | Date de sortie: 18 décembre 2007 Label: Mirrorball Music     |
| Quiet Storm: A Night Record | Date de sortie: 11 mars 2010 Label: Mirrorball Music         |
| 1 Life 2 Live               | Date de sortie: 15 octobre 2015 Label: Illionaire Records    |
| Q Train 2                   | Date de sortie: 29 avril 2016 Label: Illionaire Records      |

### EPs
| Titre         | Informations sur l'album                                   |
| ------------- | ---------------------------------------------------------- |
| Stormy Friday | Date de sortie: 29 novembre 2011 Label: Illionaire Records |
| AMBITIQN      | Date de sortie: 22 février 2013 Label: Illionaire Records  |

### Mixtapes
| Titre                                | Informations sur l'album                                   |
| ------------------------------------ | ---------------------------------------------------------- |
| Back On The Beats Vol.1              | Date de sortie: 16 avril 2008 Label: 브라우니 엔터테인먼트 |
| Rapsolute Mixtape Vol. 1 (avec Dok2) | Date de sortie: 2010                                       |
| Back On the Beats Vol.2              | Date de sortie: 10 juin 2011 Label: Illionaire Records     |

### En tant qu'artiste participatif
- BoA (ft. The Quiett) - Lookin'
- Beenzino - Summer madness
- Beenzino - Profile (ft. The Quiett & Dok2)
- Bizniz - The Inspiration (ft. The Quiett)
- Bobby - YGGR #hiphop
- Crucial Star (Park Se Yoon) (ft. Dok2) - Change of My Life
- D.C - Still Shining
- Dok2 (ft. Rado) - Girl Girl
- Dok2 (ft. Paloalto & B-Free) - Hilite & Illionaire
- Dok2 - Always Awake (Remix)
- Dok2 (ft. Beenzino) - 그쯤에서 해 (Don't Do That)
- Dok2 (ft. Beenzino) - Mr. Independent 2
- Dok2 (ft. Rado) - Come Closer/Flow2Nite
- Dok2 & Double K (ft. Beenzino, B-Free, Bizzy, Jay Park, Paloalto, Swings, & Yankie) - Hip Hop (Anthem Version)
- Elcue - 생존보고서
- G-Slow - Dreamality (ft. The Quiett, Dok2)
- 화나, Jerry.K & Kebee - 의뢰인
- 화나 & Kebee - Soulful Christmas
- Jay Park (ft. Dok2) - AOM & 1llionaire
- Jay Park (ft. Dok2) - Enjoy the Show
- Jay Park - Touch the Sky
- Jerry.K (ft. 화나) - 상승곡선
- Jerry.K & Kebee - One Rainy Day
- Kebee - 두번째 일기
- Kebee - Stableman
- Leessang - River To Ocean (ft. The Quiett, Dok2, Rhyme Bus, Bizzy, Maboos)
- Loptimist - Boogie Night Remix (ft.  RHYME-A & D.C)
- Loquence - 지배자 (ft.The Quiett, JJK, 일탈)
- Loquence, Optimization, Planet Black, Kebee, Mc Meta - Ah Ae E O Wu Uh!?
- Mad Clown - Luv Sickness II
- Makesense, D.C., 화나, Mad Clown, & DJ Silent - Tuff Enuff
- MYK, Minos, Paloalto, Verbal Jint, Kebee, E-Sens, Simon Dominic - 8 by 8, Part 2
- NODO - Black Way (ft. Dok2, The Quiett, 화나)
- Paloalto - Master Mind
- Pe2ny - Still Shining
- Pe2ny - Supremercy 08 Remix (ft. Paloalto, The Quiett)
- Planet Black - OH YEAH!
- RAMA - 10월1일
- Swings - 나한테 그러지 마
- Swings - 일 안 해도 돼 (ft. Dok2, The Quiett, 단아)
- Syntax-Error - Syntax-Error
- U'noo (of Fatburners) -  Skooldayz
- UNtouchable - S.O.B (Spot Of Brokerz) (ft. Joosuc, The Quiett, E-Sens, 9C)
- YDG - Give It To Me (ft. Dok2 & The Quiett)
- Verbal Jint - My Audi
- Xia - ROCK THE WORLD (ft. The Quiett and Automatic)
- Microdot - Celebrate